# Татев, Пётр Иванович
Князь Пётр Иванович Татев (ум. 22 сентября 1581 или 1586) — русский военный и государственный деятель, рында, стольник, голова, наместник, воевода, окольничий и боярин во времена правления Ивана IV Васильевича Грозного и Фёдора Ивановича.
Из княжеского рода Татевы. Старший сын родоначальника, воеводы князя Ивана Фёдоровича Ряполовского (Татя). Братья — воеводы князья Андрей Иванович и Фёдор Иванович Татевы. Рюрикович в XIX колене.

## Биография

### Служба Ивану Грозному
В 1540 году второй голова в Передовом полку в Колыванском походе. В 1544 году участвует вторым головою в Казанском походе в третьем Ертаульном полку. В 1545 году второй голова Передового полка в Рязани по «крымским вестям». В 1549 году второй голова в двенадцатом полку войск левой руки в шведском походе. Упоминается в 1550 году в московских детях боярских 1-й статьи по Стародубу. В этом же году четвёртый рында при Государе в Казанском походе к Коломне. В сентябре 1551 года второй голова в девятом полку войск левой руки в походе к Полоцку, в ноябре восьмой голова послан в Оршу. В 1552 году второй голова, отправлен с Мещеры в Свияжск, а в 1553 году в той же должности отправлен из Казани в Кадом. В 1555 году рында с третьим государевым саадаком в походе в Коломну и Тулу против крымцев.
В 1556 году воевода в Нугри и в этом же году упомянут стольником, когда отправлен головою в Серпухов. В 1557 году первый воевода на Угре, а после послан вторым воеводой в Курск, откуда перешёл в Мценск, где и упомянут первым воеводой в 1559 году. В марте этого же года первый голова в государевом Большом полку при князе Глинском в походе против крымцев, а по второй росписи указано ему быть вторым воеводой в Мценске. В 1560 году по отпуску воеводы и боярина князя Воротынского с Сосны оставлен там третьим воеводой, а по «рыльским вестям» о приходе крымцев назначен вторым воеводой Сторожевого полка в Туле и при нём три головы. В 1561 году воевода в Смоленске. В 1562 году четвёртый воевода в Казани. В 1564 году второй воевода в Ряжске и велено ему, по сходу воевод к казанскому царю Симеону Касаевичу, быть третьим воеводой Большого полка в этом городе.
В 1565 году воевода в Путивле, откуда извещал Государя о крымцах, а после по «литовским вестям» назначен четвёртым воеводой Большого полка в Опочке. В 1566 году второй воевода Сторожевого полка в походе на Великое княжество литовское. С сентября 1567 года первый воевода в Великих Луках. В 1568 году второй воевода войск правой руки в Серпухове, а в походе против крымцев второй воевода Сторожевого полка береговых войск.
В 1570 году наместник и воевода в Путивле, откуда дал первым знать в Москву о наступлении крымского хана Девлет Герая, отписывая Государю: о татарском нападении на Обышкинских и Болыклейских сторожей; потом уведомлял в Серпухов о поездке станичного головы до урочища его Усть-Айдара и о не обнаружении никого из татар; в октябре извещал о пришествии и стоянии между Пеха и Варкела, татарского воеводы Бакая с 4.000 тысячами человек и взятии им в плен станичного головы.
В 1571 году второй воевода передового полка, вместе с другими воеводами вышел навстречу крымским татарам к Оке, но крымский хан обошел русские полки и быстро двинулся на Москву. Вместе с другими воеводами краткими путями двинулись к Москве, обошли орду и расположились в предместьях Москвы. Князь П. И. Татев стал защищать Крутицкую часть столицы.
В 1572 году воевода в Чебоксарах. В 1573 году пожалован в окольничии и направлен в поход против лифляндцев подошедших к Юрьеву Ливонскому, а по отогнании ливонцев от города князь Пётр Иванович пожалован золотым, а после находился в походе вторым воеводой Большого полка против ливонцев. В этом же году воевода в походе на черемису. В 1574 году воевода Сторожевого полка, с князем Куракиным в Калуге. В этом же году воевода полка правой руки в Тарусе. В сентябре 1575 года воевода в Ям-городе и послан зимой под Колывань и его пригородки, а потом вновь второй воевода войск правой руки в Тарусе. С весны 1576 года — второй воевода сторожевого полка в Коломне, на что бил челом на бояр Петра Васильевича Морозова, Никиту Романовича Захарьина-Юрьева и Ивана Васильевича Шереметева, заявив, что ему, «в сторожевом полку с ними быть невместно». В этом же году представлял Государю немецких послов, сидел с ними третьим за государевым столом и встречал первым на второй встрече. В апреле 1577 года послан вторым воеводой Передового полка на Лифляндию и указано ему верстать детей боярских торопецких и велижан во Пскове. В этом же году ездил с Государём осматривать места под Влехом, а после отправлен первым воеводой к Куконосу, который осадой взял.
В 1578 году, в январе представлял Государю польских послов, после чего направлен вторым воеводой войск правой руки в Тарусу. В июле этого же года велено ему идти на Лифляндию, где участвовал во взятии русской армией ливонского замка Оберпалена. По взятии Владимирца был за столом у Государя. Тогда же был одним из воевод, начавшим местнические споры, подав жалобу на Данила Борисовича Салтыкова. В ответ на челобитные царь Иван Грозный через думного дьяка Андрея Щелкалова пригрозил всем воеводам лишением чести в случае продолжения местничества. Также в октябре 1578 года участвовал в осаде Вендена и в неудачной битве с литовско-шведским войском Андрея Сапеги и Юргена Боя, где был взят в плен. Выкуплен в 1582 году из плена за 4114 рублей (12 тыс. польских злотых) и 6 сороков соболей, а по приезде в Москву в 1583 году пожалован в бояре и послан в Астрахань первым воеводой.

### Служба Фёдору Ивановичу
В ноябре 1585 года оставлен вторым для охраны Москвы, на время государева похода на шведов.
22 сентября 1586 года боярин князь Пётр Иванович Татев скончался, перед смертью приняв монашество под именем Пимена. Погребён в Троице-Сергиевой лавре, о чём свидетельствовала надгробная надпись: Боярин князь Пётр Иванович Татев в иночестве Пимен представился 7090 (1581) сентября в 22 день.

## Семья
Женат на Ульяне Михайловне урождённой Хворостининой (по предложению историка Петрова), дочери Михаила Васильевича Хворостинина, князя Ухорского, похоронена рядом с мужем († 24 января 1578). Надпись на надгробном камне гласила: «Князя Петра Ивановича Татева княгиня Ульяна Михайловна представилась 7086 (1578) января в 24 день».
Дети:
- Борис Петрович Татев (ум. 1607) — стольник, дворянин московский, боярин и воевода,
- Елена Петровна Татева (ум. 1613) — жена боярина князя Василия Фёдоровича Скопина-Шуйского (ум. 1595) и мать прославленного русского полководца Михаила Васильевича Скопина-Шуйского.

## Критика
Согласно надписи надгробного камня князь Пётр Иванович Татев умер в сентябре 1581/82 году, и в этом же году он был уже пожалован чином — боярин.